# Salem (Illinois)
Salem − miasto w położone w środkowej części Stanów Zjednoczonych, w stanie Illinois, w hrabstwie Marion (jego stolica).

## Transport
Przez Salem przebiega autostrada międzystanowa nr 57.

## Znane osoby
W tym mieście urodził się William Bryan, sekretarz stanu USA za kadencji Woodrowa Wilsona.

## Demografia
W 2011 roku populacja miasta wynosiła 7462 mieszkańców. W 2023 roku liczba mieszkańców spadła do 7056 osób, a gęstość zaludnienia do niemal 397 osób/km².